# Gunnar Norström
Karl Gunnar Norström, född den 23 januari 1909 i Stockholm, död den 5 april 1999 i Växjö, var en svensk sjömilitär.
Norström avlade sjöofficersexamen 1931. Han blev löjtnant i flottan 1935 och kapten där 1941. Norström var marinassistent i Telegrafstyrelsen 1942–1945. Han genomgick Sjökrigshögskolan 1940 och Försvarshögskolan 1955. Norström befordrades till kommendörkapten av andra graden 1949, till kommendörkapten av första graden 1953 och till kommendör 1962. Han var  chef för Första jagardivisionen 1953–1954, tjänstgjorde i marinförvaltningen 1956–1965 och var chef för Karlskrona örlogsskolor 1965–1969. Norström invaldes som ledamot av Örlogsmannasällskapet 1950. Han blev riddare av Svärdsorden 1950 och kommendör av samma orden 1966. Norström vilar på Norra begravningsplatsen utanför Stockholm.